# 그리스도의 몸
그리스도의 몸(基督-身體, 라틴어: Corpus Christi, 영어: Body of Christ)은 기독교 신학 용어로서 예수 그리스도가 최후의 만찬에서 “이것은 내 몸이다”라고 말한 것에서 유래했으며(루카 22,19-20), 사도 바오로가 명시했다(1코린 12,12-14). 특별히 가톨릭교회에서 그리스도의 몸은 단순히 영적인 의미로서 그리스도의 몸뿐만 아니라, 가톨릭교회 그 자체가 눈으로 볼 수 있는 지상의 그리스도로서 그리스도의 몸이며, 또한 성찬례를 통해 성변화가 이루어진 제병(성체) 또한 그리스도의 몸을 가리키는 용어로 사용한다.

## 가톨릭 교회
‘그리스도의 몸’이라는 용어가 뜻하는 첫 번째 의미는 ‘가톨릭교회’ 그 자체이다. 가톨릭교회 교리서는 잔 다르크 성녀가 재판관들에게 “예수 그리스도와 교회는 하나라고 생각합니다. 어렵게 생각할 것 없습니다.”라고 대답한 것을 예로 들며, 이 대답이 거룩한 교회 학자들의 믿음을 요약하고 신앙인의 상식을 표현한다고 인증하였다.
사도 성 바오로는 그리스도와 그리스도인들의 일치에 대해 설명할 때, 예수 그리스도가 자신과 사람들의 관계를 포도나무와 그 가지를 비유로 언급한 것에 영향을 받아 그리스도를 머리로 삼아 각 사람이 서로서로 지체로서 그리스도의 몸을 이룬다고 강론하였다.
가톨릭교회 교리서에 따르면 “교회를 몸에 비유하는 것은 교회와 그리스도의 관계가 얼마나 밀접한지 잘 보여준다. 교회는 단순히 그리스도 주위에 모인 것이 아니라, 그분의 몸 안에서, 그분 안에 하나가 되었다. 그리스도의 몸인 교회의 세 가지 측면, 곧 그리스도와 결합하여 이루는 모든 지체 간의 일치, 그 몸의 머리이신 그리스도, 그리스도의 신부인 교회는 특히 강조되어야 한다.” 가톨릭교회 교리서는 이어서 이 세 가지 측면 모두 하나하나에 대해 설명하며 그 중요성을 언급하고 있다.
가톨릭교회는 교회의 신비로운 유기체적 활동을 표현하기 위해서 역사상의 ‘그리스도의 몸’과 구별하여 ‘그리스도의 신비체’라는 말을 사용하고 있다. 이 용어를 처음으로 언급한 것은 교황 비오 12세의 회칙으로 제목은 《그리스도의 신비체(Mystici Corporis Christi)》이다. 이 회칙에서 교황 비오 12세는 다음과 같이 분명하고 단호하게 말하였다.
“그리스도의 신비체는 가톨릭교회이다.”

### 성체
가톨릭교회에서는 미사 중에 제병이 축성된 순간 빵 자체가 남아 있지 않고 다만 빵의 형상만 남아 있을 뿐, 빵 자체는 참으로 그리스도의 몸으로 바뀐다는 것을 가르치고 있다. 즉 눈과 혀 등 인간의 감각으로 확인할 때는 빵의 겉모습이 그대로 남아 있지만 빵 그 자체는 그리스도의 몸으로 변한다는 것이다. 이는 단순한 표지도 아니고 표상도 아니다. 성체 안에는 그리스도가 참으로 실재적으로 그리고 실체적으로 존재한다. 이를 그리스도의 실재적 현존 또는 성변화(聖變化)라고 부른다.
그래서 로마 전례 미사 중에 사제 또는 성체 배령자가 성체를 모시러 나온 신자에게 성체를 건네줄 때 “그리스도의 몸”이라고 부르는 것이다. 가톨릭 신자는 “아멘.”이라는 신앙의 고백을 하고 성체를 받아 모심으로써 그리스도와의 일치가 증진된다. 이로써 그리스도는 모든 가톨릭 신자들과 결합되어 하나의 몸, 곧 교회를 이룬다. 영성체는 혀 또는 입으로 자유롭게 할 수 있다.
미사 때 축성된 제병이 참으로 그리스도의 몸이라고 믿는 까닭에 미사가 끝난 후에 신자들에게 영하고 남은 성체는 성당 안 감실에 모셔진다. 감실 안에는 성체를 담은 성합이 있으며 그 밑에는 하얀색 성체포가 깔려 있다. 이때 성체가 모셔져 있다는 것을 알리기 위해 감실 앞에 붉은빛의 성체등을 항상 켜 놓는다. 신자들은 감실 앞을 지나갈 때마다 성체에 대한 존경의 표시로 궤배 또는 깊은 절을 하는 것이 예의다. 성체를 감실에 모셔두는 이유는 성체 보관의 목적과 위급한 환자에게 병자성사를 집전할 때 급하게 성체를 모셔갈 수 있도록 하기 위해서이다. 또한 성체 안에 현존하는 그리스도를 묵상하며 흠숭하기 위해서이다. 가톨릭교회는 감실 앞에 모셔진 성체 앞에 무릎을 꿇고 기도하는 성체 조배 등 성체에 대한 여러 가지 신심행위가 있다.

## 동방 정교회
동방 정교회 또한 빵과 포도주가 실질적인 그리스도의 몸과 피가 된다는 성체적 요소를 믿는다. 동방 정교회는 교회가 그리스도의 몸이요, 성찬과 밀접하다는 바를 직시한다.

## 개신교
개신교 공동체 역시 ‘그리스도의 몸’이라는 용어를 사용한다. 개신교에서는 그리스도를 믿는 교회가 곧 그리스도의 몸이며 신자 개개인은 그리스도의 몸의 지체들이라고 말한다. 역사적으로 개신교는 그리스도의 몸에 대한 정의를 가톨릭 교회보다 더 넓게 정의하는데, 그 이유는 오직 성경에 대한 믿음을 강조하기 때문이다. 이를 통해 기독교인이 그리스도의 몸의 지체임을 가리키게 되었으며, 개신교는 그리스도의 몸이 가톨릭교회를 넘어서 모든 그리스도인 교파를 가리킨다고 보고 있다.

### 루터교
루터교에서 그리스도의 몸은 가톨릭교회의 교리와 비슷하게 쓰인다. 루터교는 교리상 가톨릭교회의 성변화는 받아들이지 않고 있지만, 예배에서 볼 수 있듯이 그리스도의 몸은 성체의 빵을 가리키고 있다.

## 같이 보기
- 그리스도의 피